# Dio (gnosticismo)
Gran parte delle sette gnostiche teorizzavano che il mondo fosse stato creato non da Dio, ma da eoni che, nel loro complesso formavano il Pleroma. Gli eoni, in molti sistemi gnostici, rappresentano le varie emanazioni del Dio primo, noto anche come l'Uno, la Monade, Aion Teleos (l'"eone perfetto"), Bythos (greco per "profondità"), Proarkhe (greco per "prima dell'inizio), Arkhe (greco per "inizio"). Questo primo essere è anch'esso un eone e contiene in sé un altro essere noto come Ennoia (greco per "pensiero"), o Charis (greco per "grazia"), o Sige (greco per "silenzio"). L'essere perfetto, in seguito, concepisce il secondo ed il terzo eone: il maschio Caen (greco per "potere") e la femmina Akhana ("verità, amore").  
Quando un eone chiamato Sophia emanò senza il suo eone partner, il risultato fu il Demiurgo, o mezzo-creatore (nei testi gnostici a volte chiamato Yalda Baoth, o Rex Mundi per i Catari), una creatura che non sarebbe mai dovuta esistere. Questa creatura non apparteneva al pleroma, e l'Uno emanò due eoni, Cristo e lo Spirito Santo, per salvare l'umanità dal Demiurgo. Cristo prese poi la forma della creatura umana Gesù in modo da poter insegnare all'umanità la via per raggiungere la gnosi: il ritorno al pleroma.  
Anche il Vangelo di Giuda, tradotto e poi acquistato dalla National Geographic Society, menziona gli eoni e parla degli insegnamenti di Gesù al loro riguardo. In un passo di tale Vangelo Gesù deride i discepoli che pregano l'entità che loro credono essere il vero Dio, ma che è in realtà il malvagio Demiurgo.
Gli gnostici ofiti, o naasseni, veneravano il serpente, perché, come narrato nella Genesi (3,1), era stato mandato da Sophia per indurre gli uomini a nutrirsi del frutto proibito della conoscenza per acquisire una consapevolezza  almeno pari a quella del loro creatore.